# Acalypha glandulifolia
Acalypha glandulifolia är en törelväxtart som beskrevs av J. D. Buchinger, Carl Daniel Friedrich Meisner och Christian Ferdinand Friedrich von Krauss. Acalypha glandulifolia ingår i släktet akalyfor, och familjen törelväxter. Inga underarter finns listade i Catalogue of Life.